# Ted Curson
Theodore Curson, dit Ted Curson, né le 3 juin 1935 à Philadelphie (Pennsylvanie) et mort le 4 novembre 2012  à Montclair (New Jersey), est un trompettiste de jazz américain. Il est surtout connu pour avoir joué et enregistré avec Charles Mingus et Eric Dolphy. Il a aussi accompagné Mal Waldron, Philly Joe Jones, Cecil Taylor, Max Roach et beaucoup d'autres.

## Discographie
- Ted Curson : Plenty of Horn - Old Town (1962).
- Ted Curson : Tears for Dolphy - Black Lion (1964).
- Bill Barron, Ted Curson & Orchestra : Now, Hear This! - Audio Fidelity (1964).
- Ted Curson : The New Thing & The Blue Thing - Atlantic (1965).
- Ted Curson Quartet : Urge – Fontana (1966).
- Ted Curson & Georges Arvanitas trio : Pop Wine - Futura Ger 26 (1971)
- Ted Curson / Chris Woods & Georges Arvanitas trio : Cattin' Curson - Marge 01 (1973)
- Ted Curson ensemble (12 musiciens):  In Paris, Live at the Sunside - Blue Marge 1009 (2006)
- Ted Curson : Live in Paris - Plays the Music of Charles Mingus - Elabeth 621063 (2012)